# Movimento de Libertação Unido Youlou
O Movimento de Libertação Unido Youlou (em inglês:  Youlou United Liberation Movement, YULIMO) foi um movimento político marxista-leninista em  São Vicente e Granadinas que surgiu nos anos 70. O YULIMO mais tarde desapareceu, sendo largamente absorvido pelo Movimento para a Unidade Nacional.
O YULIMO lutou ativamente pela independência nacional, tendo o futuro primeiro-ministro Ralph Gonsalves sido um dos seus membros.

## História
O YULIMO surgiu em 1974, pela fusão entre o Comité de Ação da Libertação Negra (BLAC), a Organização para a Consciência Cultural Negra (OBCA) e o Grupo Jovem Socialista (YSG); ideologicamente os dois primeiros preocupavam-se sobretudo com as questões da desigualdade racial, e o última tinha uma abordagem mais virada para a luta de classes tradicional. Na altura, não participava em eleições e criticou o Movimento da Liberdade Democrática (DFM), o mais à esquerda dos partidos oficiais, por ter participado nas eleições de dezembro de 74. O nome "Movimento de Libertação Unido Youlou" referia-se a Youlou e Begos, o nome indígena de São Vicente e Granadinas.
O YULIMO era liderado por Ralph Gonsalves, então professor universitário em Barbados, tendo como outras figuras Caspar London, Mike Browne e Renwick Rose.
Em agosto de 1979, o YULIMO juntou com o Movimento Popular Democrático (resultado da reunião entre o DFM e o Congresso Unido Popular) e com o grupo rural Arwee para dar origem ao Movimento Popular Unido (UPM).
Em 1982, Gonsalves abandonou o UPM para fundar o Movimento para Unidade Nacional,; em 2001, tornou-se primeiro-ministro de São Vicente e Granadinas, pelo Partido Trabalhista de Unidade (ULP).